# José Carlos Tofolo Júnior
José Carlos Tofolo Júnior (Valinhos, 2 maart 1989) − alias Alemão − is een Braziliaans profvoetballer die uitkomt als aanvaller.
Alemão doorliep de jeugdopleidingen van Santos en Udinese. Alemão tekende op 9 september 2016 een contract voor drie jaar bij FC Eindhoven maar hij vertrok medio 2017 naar Paraná Clube. In februari 2018 ging hij in Zuid-Korea voor Busan IPark spelen.